# Halicyclops aberrans
Halicyclops aberrans – gatunek widłonoga z rodziny Halicyclopidae. Opisał go w 1983 roku brazylijski profesor zoologii Carlos Eduardo Falavigna da Rocha z Universidade de São Paulo. Miejsce typowe to rzeka Capim w stanie Pará w północnej Brazylii.